# Моккет (населённый пункт)
Моккет — упразднённый в 2007 году посёлок (тип: железнодорожная станция), посёлок при станции Моккет в Кольском районе Мурманской области. Входит в сельское поселение Тулома.

## История
Назван по километровой отметке на железной дороге Санкт-Петербург — Мурманск (станция).
Поселок появился при строительстве железной дороги. В нём жили железнодорожники, обслуживающие путевую инфраструктуру; их семьи.
Законом Мурманской области № 905-01-ЗМО от 26 октября 2007 года населённый пункт был упразднён в связи с отсутствием проживающего населения.

## Инфраструктура
Путевое хозяйство Мурманского региона Октябрьской железной дороги.